# Frösöblomster
Frösöblomster är tre verk för piano komponerade av Wilhelm Peterson-Berger.
Det första häftet kom ut år 1896 och innehöll åtta stycken, däribland Sommarsång, Lawn tennis, Till rosorna, Gratulation och Vid Frösö kyrka. Det andra kom ut år 1900 och innehöll sex stycken, däribland Vid Larsmäss. Det tredje och sista kom ut 1914 och innehöll sju stycken, bland annat Intåg i Sommarhagen. Verken komponerades på Frösön i Jämtland och brukar uppfattas som typiskt svenska (nationalromantiska) och förknippas med svensk natur och sommar. Styckena är tillräckligt lätta för att kunna framföras av goda amatörer. De framförs också ofta i arrangemang för olika ensembler, till exempel för blåsorkester eller symfoniorkester.

## Innehåll
Frösöblomster I
- Rentrée
- Sommarsång
- Lawn tennis
- Till rosorna
- Gratulation
- Vid Frösö kyrka
- I skymningen
- Hälsning

Frösöblomster II
- Solhälsning
- Jämtland
- Långt bort i skogarna
- Vid Larsmäss
- Vågor mot stranden
- Minnen

Frösöblomster III, I sommarhagen
- Förspel
- Intåg i Sommarhagen
- Landskap i aftonsol
- Folkhumor
- Vildmarken lockar
- Under asparna
- Om många år

## Inspelningar i urval
- Wilhelm Peterson-Berger: Frösöblomster, Stig Ribbing, piano, EMI 7628002
- Wilhelm Peterson-Berger: Frösöblomster, Lars Roos, piano, Philips 426 987-2
- Wilhelm Peterson-Berger: Frösöblomster, Olof Höjer, piano, MAP CD 9028
- Wilhelm Peterson-Berger: Frösöblomster, Niklas Sivelöv, piano, Naxos 8.554343